# Raymonde de Kuyper
Pour les articles homonymes, voir de Kuyper.
 (octobre 2018).
Si vous disposez d'ouvrages ou d'articles de référence ou si vous connaissez des sites web de qualité traitant du thème abordé ici, merci de compléter l'article en donnant les références utiles à sa vérifiabilité et en les liant à la section « Notes et références ».
Raymonde de Kuyper, née Raymonde Virginie Angélique de Kuijper le 17 mars 1955 à La Haye, est une actrice néerlandaise.

## Filmographie

### Cinéma et séries télévisées
- 1998 : Multilul : Assistente Marloes
- 2002 : Yes Nurse! No Nurse! de Pieter Kramer[2]
- 2007 : Zadelpijn (nl) : Max
- 2008 : Morrison krijgt een zusje de Barbara Bredero : Vroedvrouw[3]
- 2012 : Drôle de prof de Barbara Bredero : Mère de Kees[4]
- 2012 : Moordvrouw : Mevr. de Vries
- 2012 : Kinderen geen bezwaar (nl) : Cliente
- 2013 : Devastated by Love de Ari Deelder : Loes[5]
- 2013 : Drôle de Prof 2 : Au camping de Barbara Bredero : Mère de Kees[6]
- 2013-2014 : Aaf (nl) : Anita
- 2014 : Mister Twister on Stage de Barbara Bredero : Mère de Kees[7]
- 2015 : Ja, ik wil! de Kees van Nieuwkerk : Rita[8]
- 2016 : Mister Twister at the Pitch de Aniëlle Webster : Mère de Kees[9]
- 2017 : Polska Warrior de Camiel Schouwenaar[10]
- 2017 : Quality Time de Daan Bakker [11]